# Saint-Germain-des-Essourts
Saint-Germain-des-Essourts är en kommun i departementet Seine-Maritime i regionen Normandie i norra Frankrike. Kommunen ligger i kantonen Buchy som tillhör arrondissementet Rouen. År 2022 hade Saint-Germain-des-Essourts 377 invånare.

## Befolkningsutveckling
Antalet invånare i kommunen Saint-Germain-des-Essourts
| Referens: INSEE |